# Lasioglossum semibrunneum
Lasioglossum semibrunneum är en biart som först beskrevs av Cockerell 1895.  Lasioglossum semibrunneum ingår i släktet smalbin, och familjen vägbin. Inga underarter finns listade i Catalogue of Life.